# Squamella spumosa
Squamella spumosa — вид грибів, що належить до монотипового роду Squamella.